# 1928年サンモリッツオリンピックのフランス選手団
1928年サンモリッツオリンピックのフランス選手団（1928ねんサンモリッツオリンピックのフランスせんしゅだん）は、1928年2月11日から2月19日までスイスのサンモリッツで開催された1928年サンモリッツオリンピックのフランス選手団、およびその競技結果。

## 概要
今大会は金メダル1個を獲得した。
フィギュアスケートペアで、アンドレ・ジョリー＆ピエール・ブリュネ組がフランス初の冬季オリンピック金メダルを獲得した。

## メダル
| メダル | 選手名                                | 競技               | 種目 |
| ------ | ------------------------------------- | ------------------ | ---- |
| 金     | アンドレ・ジョリー ピエール・ブリュネ | フィギュアスケート | ペア |